# Comuna Pișceanîțea, Ovruci
Pișceanîțea (în ucraineană Піщаницька сільська рада) este o comună în raionul Ovruci, regiunea Jîtomîr, Ucraina, formată din satele Klîneț, Mîșkovîci, Mociulnea, Pavlovîci, Pișceanîțea (reședința) și Poliske.

## Demografie
Componența lingvistică a comunei Pișceanîțea
     Ucraineană (98,81%)
     Alte limbi (1,2%)
Conform recensământului din 2001, majoritatea populației comunei Pișceanîțea era vorbitoare de ucraineană (98,81%), existând în minoritate și vorbitori de alte limbi.